# Мари Ясаи (награда)
Наградата „Мари Ясаи“ е държавна награда за актьорско майсторство, учредена от унгарското правителство през 1953 г. Носи името на голямата театрална актриса Мари Ясаи.
Първоначално наградата е имала две степени, а от 1955 до 1976 г. – три. Връчва се всяка година на 4 април, обикновено на десет лауреати. През 1992 г. е възстановена от Министерството на културата и образованието и е разширена до признание и за театрални науки.
Десетчленна комисия, включваща представители на професионални организации, предлага номинации на действащия министър на културата. От 1976 г. има една степен, а от 1992 г. на 15 март се награждават обикновено 13 души.
Наградата има и парично изражение, общата стойност на разпределяната сума е 1 милион и 395 хиляди форинта.